# Ostatnia rola
Ostatnia rola (ang. The Last of Robin Hood) – amerykański film fabularny z 2013 roku w reżyserii Richarda Glatzera i Washa Westmorelanda, wyprodukowany przez wytwórnię Samuel Goldwyn Films. Główne role w filmie zagrali Kevin Kline, Dakota Fanning i Susan Sarandon. Film oparty na faktach.
Premiera filmu odbyła się 6 września 2013 podczas 38. Międzynarodowego Festiwalu Filmowego w Toronto.

## Fabuła
48-letni aktor Errol Flynn (Kevin Kline) nawiązuje romans z piętnastoletnią Beverly Aadland (Dakota Fanning), która skłamała, że jest pełnoletnia. Sytuację postanawia wykorzystać matka córki, Florence (Susan Sarandon), która dołącza się do pary. Kiedy mężczyzna umiera w ramionach kochanki, na jaw wychodzi jej prawdziwy wiek. Beverly przeżywa koszmar.

## Obsada
- Kevin Kline jako Errol Flynn
- Dakota Fanning jako Beverly Aadland
- Susan Sarandon jako Florence Aadland
- Patrick St. Esprit jako Herb Aadland
- Matthew Kane jako Ronnie Shedlo
- Max Casella jako Stanley Kubrick
- Sean Flynn jako Grip
- Bryan Batt jako Orry-Kelly
- Jane McNeill jako Cynthia Gould
- Ric Reitz jako Melvin Belli

## Odbiór

### Krytyka
Film Ostatnia rola spotkał się z mieszaną reakcją krytyków. W serwisie Rotten Tomatoes 28% z sześćdziesięciu pięciu recenzji filmu jest pozytywne (średnia ocen wyniosła 4,9 na 10). Na portalu Metacritic średnia ocen z 22 recenzji wyniosła 46 punktów na 100.